# Piperska palatset
För andra betydelser, se Piperska palatset (olika betydelser).

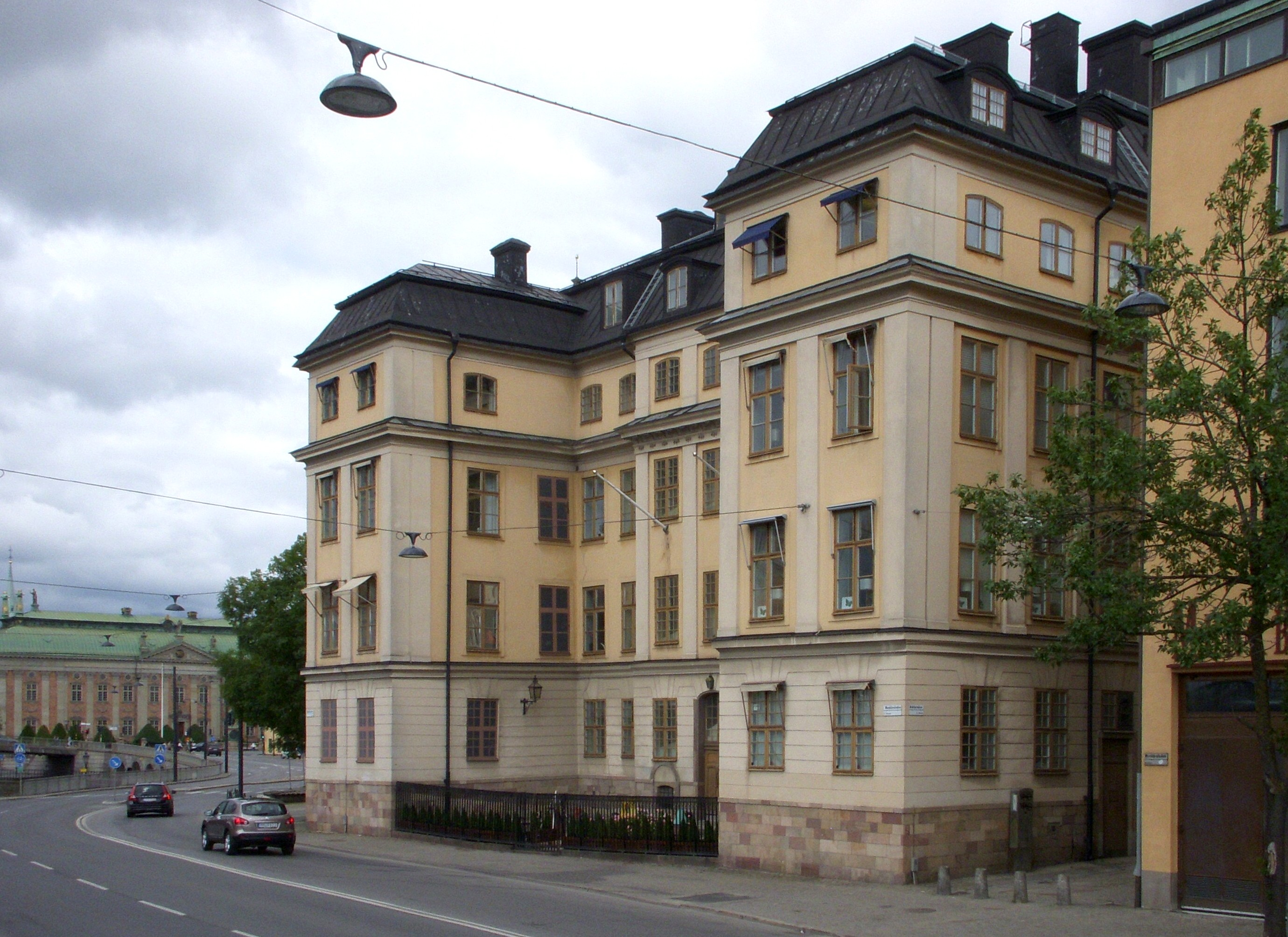
Piperska palatset fasad mot väst, 2010.

Piperska palatset, även Piperska huset, ursprungligen Falkenbergska huset, är ett 1600-talspalats i kvarteret Memnon vid Munkbrogatan 2 i Gamla stan, Stockholm.

## Kvarteret
Gamla stans kvarter är övervägande döpta efter begrepp (främst gudar) ur den grekiska och romerska mytologin, så även kvarteret Memnon som är uppkallat efter sagokungen Memnon från Etiopien. Han var son till Eos och deltog i Trojanska kriget där han dödades av Akilles. Kvarteret i Gamla stan består av en enda fastighet: Memnon 4.

## Historik
| Porten mot Munkbrogatan och trapphallen. |  | Porten mot Munkbrogatan och trapphallen. |
| Porten mot Munkbrogatan och trapphallen. |  |                                          |

Palatset uppfördes under 1690-talets andra hälft efter ritningar av dåvarande stadsarkitekten Nicodemus Tessin d.y. för greve Carl Piper. Piper hade 1694 köpt en tomt i den nyreglerade delen av Gamla stan som nyss blivit torrlagd, det var Stockholms första stadsplanering med ett rätvinkligt gatunät som genomfördes efter den stora branden 1625. Emellertid har greve Gabriel Falkenberg fått hyra palatset när det var nybyggt, och hyrde det ännu enligt mantalslängden 1711, vilket gett upphov till förväxlingen av byggherrar. Det kan medelst köpebrev bevisas att Piper var tomtens förste ägare och därmed byggherren. Tessin skapade en U-formad plan och en trevåningsbyggnad med putsade fasader, indelad med pilastrar. Mot väst och Riddarfjärden fanns flygelbyggnader (nu rivna) som omslöt en trädgård.
Efter arv till barnen såldes det av ägarfamiljen Piper 1758 till affärsmannen och politikern Gustaf Kierman som lät ombygga huset. Takvåningen och våningsplanet ovanför taklisten tillkom på 1760-talet med Jean Eric Rehn som arkitekt. Kierman själv tvingades bort från palatset efter en finansskandal med politiska förtecken och blev inspärrad på Marstrands fästning där han senare dog 1766.
Kiermans barn fick sedermera upprättelse och ut arvet efter fadern, men på grund av faderns stora skulder tvingades man att sälja fastigheten till staten och Kungliga Krigskollegiet som flyttade in i en del av huset 1770. År 1865 övergick Krigskollegium i Arméförvaltningen och man disponerade hela huset fram till 1929 då det såldes till Stockholms Stad. På 1970-talet hade Stockholms stads statistiska kontor lokaler i byggnaden.

### Kirsteinska huset på Munkbron

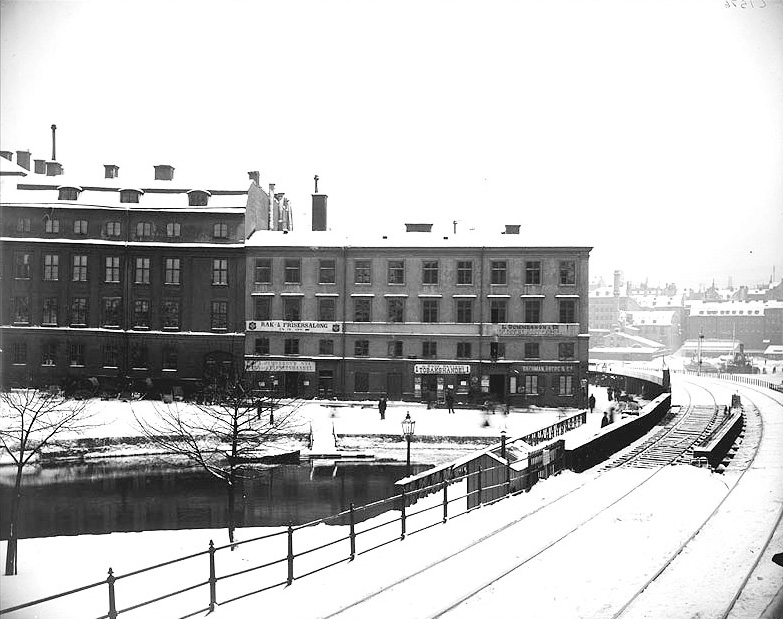
Kirsteinska huset till höger om det Piperska 1898

Då staten köpte fastigheten på 1770-talet styckas fastigheten i två delar. Västra 139 som i princip omfattade Piperska palatset nuvarande gränser och Västra 139 1/2 där delar av husets flyglar och ett porthus ingick. Denna köptes 1783 av Kristina Nyman, änka efter bryggaren Nils Nyman Johansson. Hon lät för skådespelaren Petter Stenborg bygga på huset i två våningar for att ge plats åt en teaterscen med parkett och salong för 400 personer. Stenborgs Teater var 1784–1799 landets största innan Kungliga Dramatiska teatern fick monopol inom Stockholm. 1790 köpte Gustav III teatern av den skuldsatte Stenborg och la ner den 1799 till förmån för sin egen Kungliga Teatern. Arkitekt för påbyggnaden var slottsbyggmästaren Adolf Ulrik Kirstein med Jean Eric Rehns biträde för inredningen. Vid Nymans bortgång köpte Kirstein fastigheten. Från 1801 till 1849 var Kirsteinska huset tillhåll för herrklubben Sällskapet, som hade bildats 1800. 
År 1899 såldes fastigheten till Stockholms stad och samma år revs den gamla teaterbyggnaden.

### Rivning och restaurering
År 1953 restaurerades byggnaden. I samband med det revs delar av flygelbyggnaderna, det vill säga resterna av Kirstenska huset, för att ge plats åt Munkbroleden. Numera (2020) förvaltas Piperska palatset av AB Stadsholmen som hyr ut lokalerna för kontorsändamål.